# Католицька церква в Косові

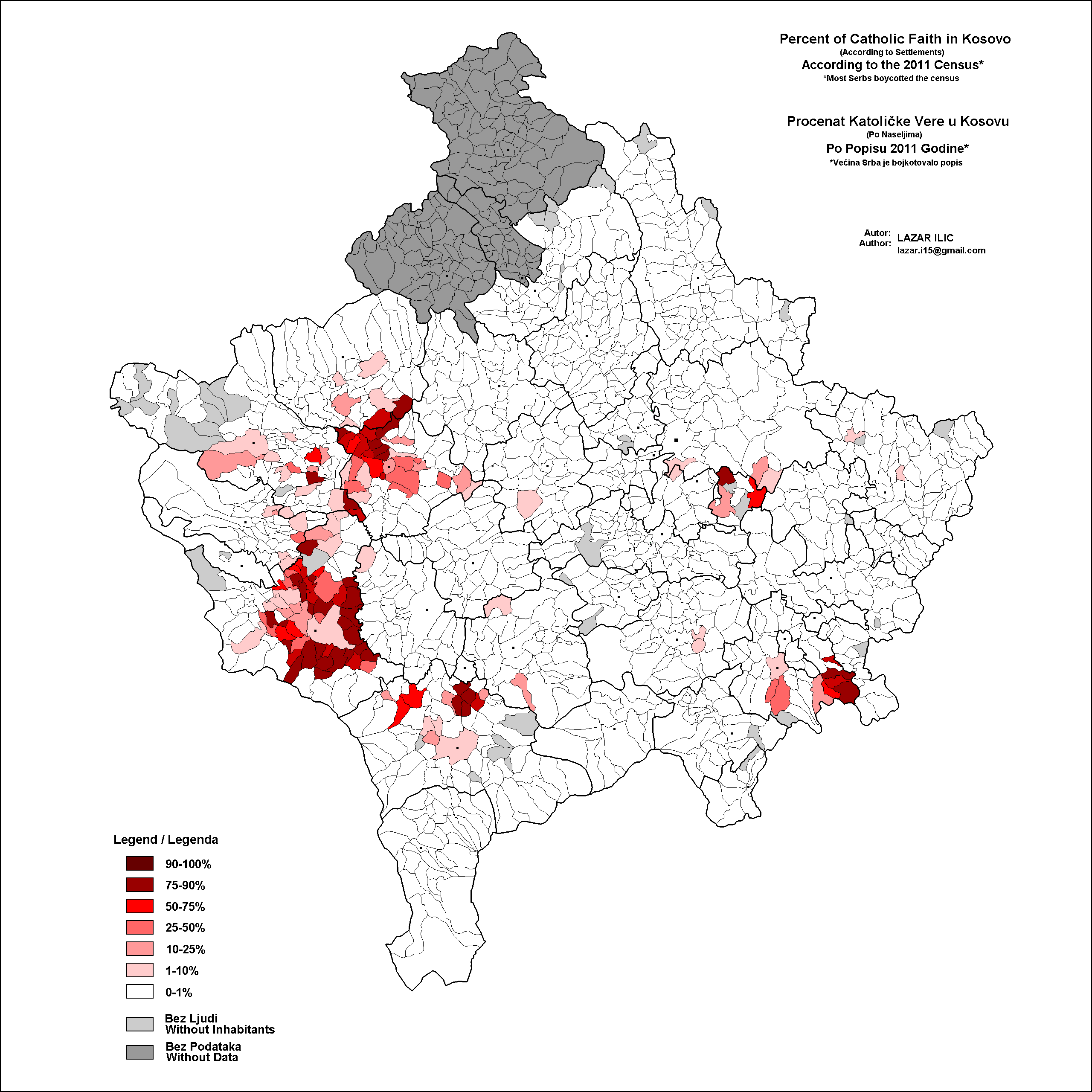
Католицькі громади за переписом 2011 року

Католицтво в Косові або Римо-Католицька Церква Косова є частиною всесвітньої Католицької церкви. Станом на 2011 рік у Косові проживає 64,27 тис. католиків, що становить близько 3 % загального числа населення.

## Історія
На території Республіки діють 23 католицьких приходи, котрі об'єднані у апостольську адміністратуру Прізрена, що була заснована Святим Престолом 24 травня 2000 року. Апостольська адміністратура Прізрена підпорядковується безпосередньо Святому Престолу. Центр апостольської адміністратури міститься у Прізрені, де розташований кафедральний собор Пресвятої Діви Марії Неустанної Помочі. Першим ординарієм апостольської адміністратури Прізрени був єпископ Марко Сопі. З 2005 ординарієм є єпископ Дода Гергієв.
В даний час Ватикан не має дипломатичних відносин з Косовом. 10 лютого 2010 року Святіший Престол Прізначив нунція в Словенії архієпископа Юліуша Януша апостольським делегатом.

### Галерея

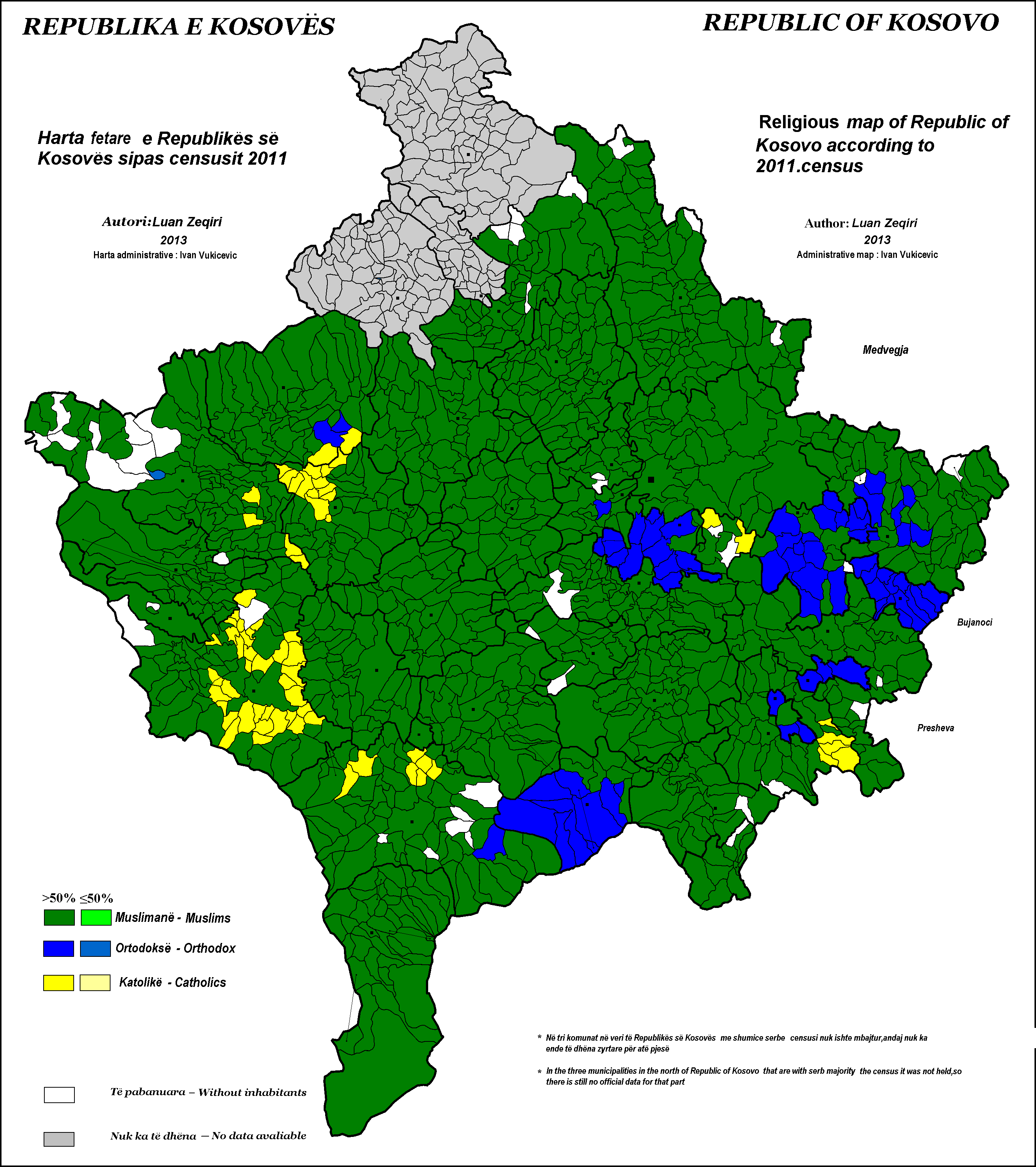
Релігійна мапа Косова (англ.)
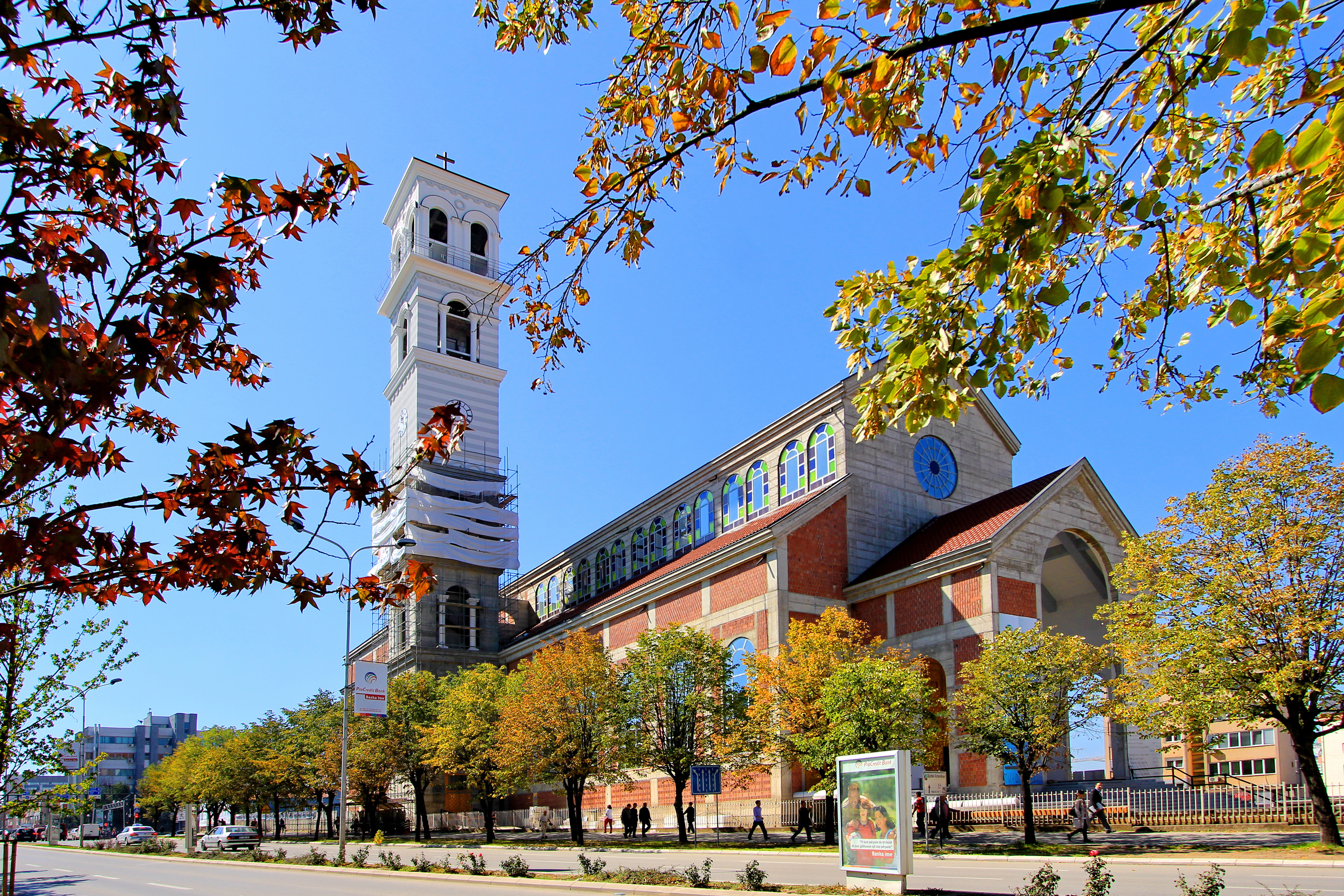
Католицький собор Св. Матері Терези
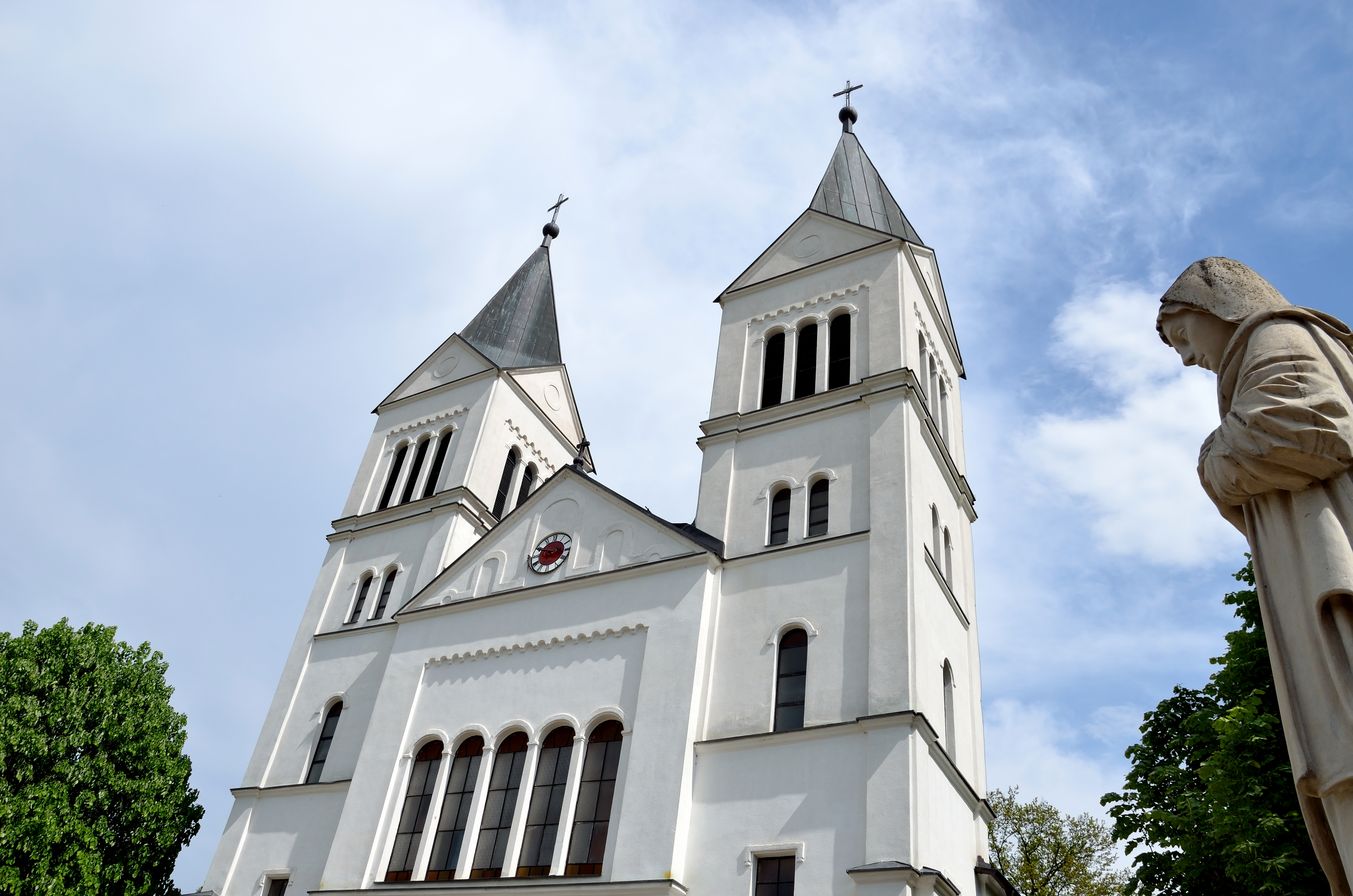
Храм у Вітіні
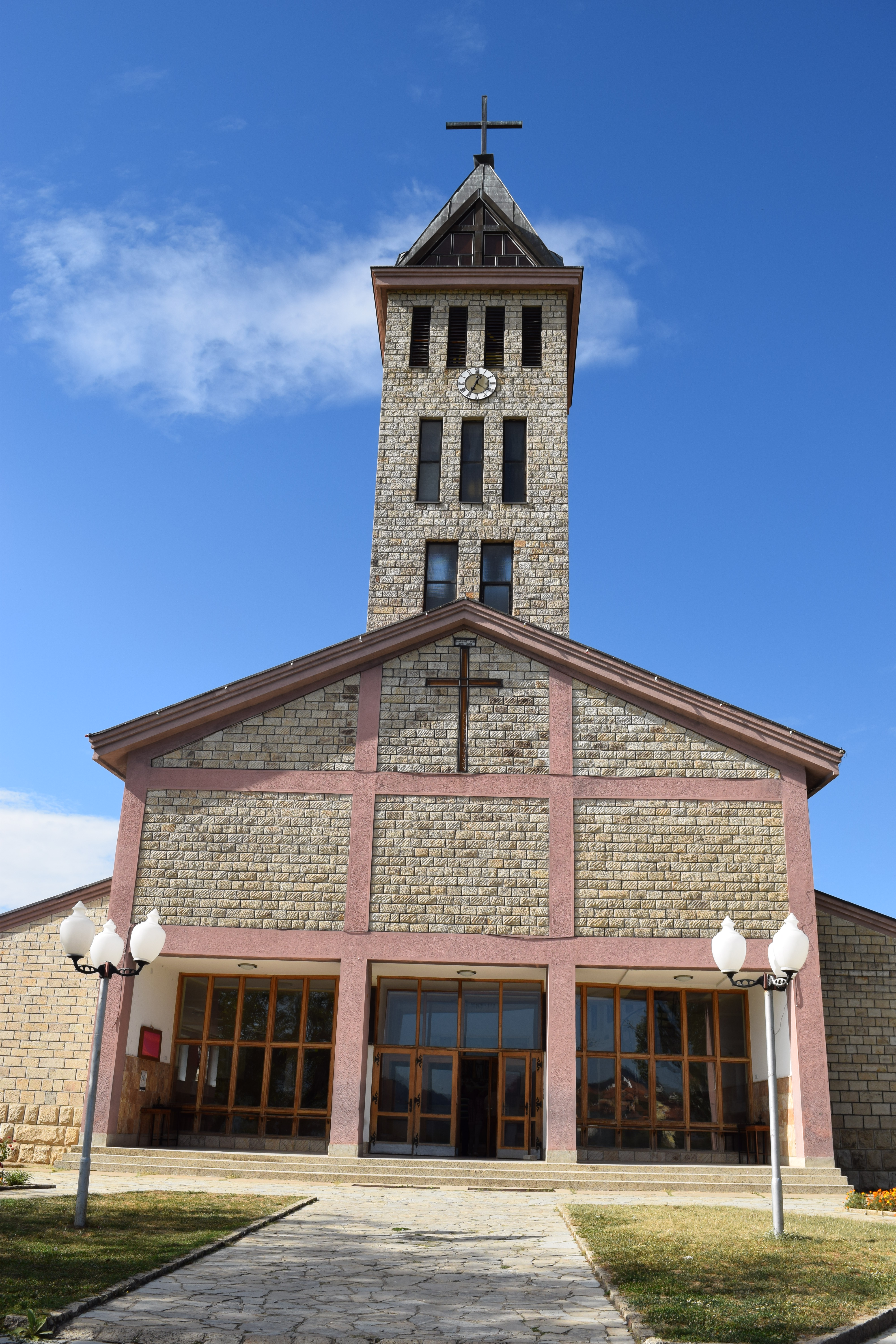
Храм у Стублі